# Szigetköz
Szigetköz (en alemán: Kleine Schüttinsel o Pequeña isla Schütt, en eslovaco: ostrov Žitný Malý o Pequeña isla Centeno) es una isla fluvial en una llanura en el oeste de Hungría, que forma parte de la llamada pequeña llanura húngara. El nombre significa literalmente isla callejón, por las características particulares del territorio en que está situada la isla. Sus límites son el Danubio y sus ramas, con una largo máximo de 52,5 km, con un ancho promedio de entre 6 y 8 km, y con un territorio de 375 km², lo que hace a la isla la más grande de Hungría. La elevación del territorio varía entre los 110 y 125 metros. Desde 1987, gran parte de la Isla de Szigetköz es una reserva natural. Por otra parte, en la isla está planeado establecer el Parque nacional Szigetköz.